# Thea Sofie Loch Næss
Thea Sofie Loch Næss (née le 27 novembre 1996 à Kristiansand, élevée à Oslo) est une actrice norvégienne.

## Biographie
Thea Sofie Loch Næss a commencé à jouer à l'âge de huit ans. Elle a joué un rôle de premier plan dans le film de passage à l'âge adulte d'Eirik Svensson (no) Natt til 17. (no), en 2014, alors qu'elle étudiait le théâtre à l'école Hartvig Nissens (en) d'Oslo. Elle a joué le rôle de Thea dans les Dryades en 2015. Elle a joué le rôle de Christine Sverresdatter, reine consort de Norvège dans The Last King en 2016. En 2018, elle a incarné la méchante Skade dans la troisième saison de The Last Kingdom sur Netflix. En 2023, elle joue le rôle de Marja dans la série Evil sur Arte.

## Filmographie
- 2014 : Natt til 17. (no)
- 2014 : High Point (court métrage)
- 2015 : Polaroid (court métrage)
- 2015 : Dryads – Girls Don't Cry
- 2016 : The Last King (Birkebeinerne)
- 2016 : Costa del Kongsvik (série TV, 8 épisodes)
- 2017 : Jung & vielversprechend (Unge lovende, série TV, 1 épisode)
- 2018 : Jeg kom ikke hit for å danse (court métrage)
- 2018 : The Last Kingdom (série TV, 8 épisodes)
- 2019 : Kommissar Wisting (de) (Wisting, série TV, 4 épisodes)
- 2019 : Hjerteslag (série TV, 2 épisodes)
- 2021 : Delete Me (série TV)
- 2023 : Evil (série TV, 6 épisodes) : Marja
- 2024 : Twilight of the Gods (série d'animation) : Tyra
- 2024 : La Palma : Marie (mini-série, 4 épisodes)